# إيوينغ غالواي
إيوينغ غالواي (بالإنجليزية: Ewing Galloway)‏ هو صحفي ومحامي ومصور أمريكي، ولد في 6 ديسمبر 1880 في Little Dixie, Kentucky ‏ في الولايات المتحدة، وتوفي في 26 يونيو 1953 في هندرسون في الولايات المتحدة بسبب حادث مرور.